# Unbestimmte
Der Begriff Unbestimmte (engl. indeterminate) wird in der Mathematik und dort insbesondere in der abstrakten Algebra für eine freie Erzeugende eines Polynomrings oder eines formalen Potenzreihenrings verwendet. Man notiert sie vorzugsweise als Großbuchstaben, bspw. {\displaystyle X,Y} oder auch {\displaystyle T.} Unabhängig von einem erforderlichen (unitären) Grundring {\displaystyle R,} in dem sich die Koeffizienten der Polynome oder Potenzreihen befinden, erzeugen die Unbestimmten ein freies Monoid {\displaystyle M} (Halbgruppe mit Eins), das stets multiplikativ geschrieben und meist kommutativ gebraucht wird.
Aber auch wenn Inverse von Elementen dazu kommen, so dass {\displaystyle M} eine (freie, kommutative oder nicht kommutative) Gruppe ist, spricht man von Unbestimmten.
So betrachtet ist eine Unbestimmte nicht mehr als ein Symbol {\displaystyle X}, das (direkt oder auch in seiner inversen Form {\displaystyle X^{-1}}) mit anderen solchen zu Symbolfolgen zusammengestellt wird. In den genannten Anwendungen Polynom und Potenzreihe „markiert“ eine solche Folge von Symbolen (ein „Wort“) einen Koeffizienten aus dem Grundring {\displaystyle R}. Koeffizientenvergleich und Rechenregeln (wie die komponentenweise Addition) beziehen sich auf diese Markierung.
Eine Unbestimmte kann niemals Nullstelle eines Polynoms sein und entspricht in dieser Hinsicht einer Transzendenten.
Der Polynomring in der Unbestimmten {\displaystyle X} über {\displaystyle R} wird mit {\displaystyle R[X]} und der Ring der formalen Potenzreihen mit {\displaystyle R[[X]]} bezeichnet.

## Monoid, Gruppe
Für die Verkettung von {\displaystyle n\in \mathbb {N} } Symbolen {\displaystyle X} verwendet man die (übliche) Potenzschreibweise
{\displaystyle \underbrace {X\cdot \ldots \cdot X} _{n{\text{ Symbole}}}=:X^{n}}
und hat
{\displaystyle \forall m,n\in \mathbb {N} \colon \qquad X^{m}\cdot X^{n}=X^{m+n}.}
Sind mehrere Unbestimmte beteiligt, dann werden solche Monome ihrerseits verkettet (hintereinandergeschrieben). Wenn dann die Unbestimmten untereinander kommutieren, kann man in einem Monom alle Potenzen derselben Unbestimmten zu einer Potenz zusammenfassen.
Die leeren Markierungen
{\displaystyle X^{0}=Y^{0}=T^{0}=1}
werden als gleich angesehen. Es gibt also nur eine leere Markierung, die das sog. „konstante“ Glied markiert.
Ist {\displaystyle M} eine Gruppe, kommen also Inverse dazu, dann kann man im kommutativen Fall (wie oben) alle Potenzen derselben Unbestimmten zu einer Potenz zusammenfassen.
Soll die Verkettung der Unbestimmten aber nichtkommutativ sein, dann gelten immer die Kürzungsregeln
{\displaystyle \forall u,v\in M\colon \qquad u\cdot X\cdot X^{-1}\cdot v=u\cdot v}
und
{\displaystyle \forall u,v\in M\colon \qquad u\cdot X^{-1}\cdot X\cdot v=u\cdot v.}
Ein Polynom (oder eine formale Potenzreihe) korrespondiert mit einer Abbildung
{\displaystyle \alpha \colon M\to R}
(der „Markierung“) und wird geschrieben als {\displaystyle \sum _{u\in M}\alpha (u)\cdot u.}

## Monome
Diese aus verketteten Unbestimmten gebildeten Monome markieren einen Koeffizienten aus {\displaystyle R}. Für die Identität eines Polynoms oder einer formalen Potenzreihe ist es dabei wichtig, dass alle Monome mit gleicher Markierung zu einem einzigen Monom zusammengefasst (aufsummiert) sind.
Im Falle mehrerer Unbestimmter kann es interessant sein, deren Rolle in unterschiedlichen Varianten zu betrachten.
Beispiel
Das Polynom in zwei „Variablen“ (den Unbestimmten) {\displaystyle X,Y}
|  | {\displaystyle X+} | {\displaystyle 2\cdot X\cdot Y+} | {\displaystyle 3\cdot Y} |

hat über dem Grundring {\displaystyle \mathbb {Z} } die drei Monome
|  | {\displaystyle X,} | {\displaystyle {\color {Gray}2\cdot }X\cdot Y,} | {\displaystyle {\color {Gray}3\cdot }Y,} |

über dem Grundring {\displaystyle \mathbb {Z} [Y]} die zwei Monome
|  | {\displaystyle {\color {Gray}(1+2\cdot Y)\cdot }X,} | {\displaystyle {\color {Gray}3\cdot Y\cdot }X^{0}} |

und über dem Grundring {\displaystyle \mathbb {Z} [X]} die zwei Monome
|  | {\displaystyle {\color {Gray}X\cdot }Y^{0},} | {\displaystyle {\color {Gray}(2\cdot X+3)\cdot }Y} |

jeweils mit anderen, in blasser Schrift gehaltenen Koeffizienten.

## Polynome
Ein Polynom in einer Unbestimmten {\displaystyle X} ist ein Ausdruck der Form
{\displaystyle a_{0}+a_{1}X+a_{2}X^{2}+\ldots +a_{n}X^{n},}
bei dem {\displaystyle n\in \mathbb {N} _{0}} eine nicht-negative ganze Zahl ist und die {\displaystyle a_{i}\in R} Koeffizienten genannt werden. Ein Koeffizient {\displaystyle a_{i}:=a_{X^{i}}} wird durch das (multiplikativ) beigestellte {\displaystyle X^{i}} „markiert“. Die Menge aller Polynome in (der Unbestimmten) {\displaystyle X} über einem unitären Ring {\displaystyle R} ist ebenfalls ein (unitärer) Ring mit Eins, der Polynomring in {\displaystyle X} über {\displaystyle R,} der mit {\displaystyle R[X]} bezeichnet wird.
Sind mehrere, aber endlich viele Unbestimmte beteiligt, dann ist
{\displaystyle R[X_{1},\ldots ,X_{n}]=R[X_{1},\ldots ,X_{n-1}][X_{n}].}
Handelt es sich um eine unendliche Menge von Unbestimmten, dann schreibt man den Polynomring als Monoidring {\displaystyle R[M],} mit {\displaystyle M} als dem von den Unbestimmten erzeugten Monoid.
Um Nichtkommutativität auszudrücken, schreibt man {\displaystyle R\langle X,Y\rangle } und {\displaystyle R\langle M\rangle }.
Zwei Polynome sind dann und nur dann gleich, wenn sie in den Koeffizienten mit derselben Markierung übereinstimmen.
Im Gegensatz dazu können zwei Polynomfunktionen in einer (unabhängigen) Variablen {\displaystyle X} übereinstimmen oder nicht, je nachdem welchen Wert solches {\displaystyle X} hat.
Der Formalismus der Addition und Multiplikation von Polynomen – und die Beziehung zwischen Polynom und Polynomfunktion – wird im 
beschrieben.

## Formale Potenzreihen
Eine formale Potenzreihe in einer Unbestimmten {\displaystyle X} ist ein Ausdruck der Form
{\displaystyle a_{0}+a_{1}X+a_{2}X^{2}+\ldots ,}
bei dem im Gegensatz zu den Polynomen unendlich viele Koeffizienten {\displaystyle a_{i}\in R} von 0 verschieden sein können. Die Menge aller formalen Potenzreihen in (der Unbestimmten) {\displaystyle X} über einem unitären Ring {\displaystyle R} ist ebenfalls ein (unitärer) Ring, der Ring der formalen Potenzreihen in {\displaystyle X} über {\displaystyle R,} der mit {\displaystyle R[[X]]} bezeichnet wird.
Sind mehrere, aber endlich viele Unbestimmte beteiligt, dann ist
{\displaystyle R[[X_{1},\ldots ,X_{n}]]=R[[X_{1},\ldots ,X_{n-1}]][[X_{n}]].}
Bei beliebig (möglicherweise unendlich) vielen Unbestimmten findet sich im nichtkommutativen Fall die Bezeichnung {\displaystyle R\langle \langle M\rangle \rangle }.
Zwei formale Potenzreihen sind dann und nur dann gleich, wenn sie in allen Koeffizienten übereinstimmen.
Der Formalismus der Addition und Multiplikation von formalen Potenzreihen wird im 
erklärt.
Diese Potenzreihen tragen den Beinamen „formal“, weil es definitionsgemäß auf eine Konvergenz nicht ankommt. Kommen auch Potenzen mit negativen Exponenten vor, so spricht man von formalen Laurent-Reihen.
Dafür, dass ein (Ring-)Objekt {\displaystyle x\in R} in eine formale Potenzreihe in {\displaystyle X} „eingesetzt“ werden kann, müssen jedoch einige Voraussetzungen hinsichtlich Vollständigkeit von {\displaystyle R} und Konvergenz der {\displaystyle a_{i}} erfüllt sein. Für reelles und komplexes {\displaystyle R} sind diese im 
beschrieben.